# Chrysobothris curlettii
Chrysobothris curlettii es una especie de escarabajo del género Chrysobothris, familia Buprestidae. Fue descrita científicamente por Magnani en 1995.